# Teresa González de Fanning
Teresa González de Fanning (Quận Nepeña, Vùng Ancash, Peru, sinh ngày 12 tháng 8 năm 1836 - Quận Miraflores, Lima, mất ngày 7 tháng 4 năm 1918) là một nhà văn và nhà báo người Peru đáng chú ý vì hoạt động giáo dục phụ nữ. Bà thành lập Liceo Fanning (1881), một trường đại học dành cho phụ nữ, nơi bà thực hiện phương pháp giáo dục của mình. Bà là góa phụ của Juan Fanning, một anh hùng chiến tranh người Peru đã thiệt mạng trong Trận chiến Miraflores trong Chiến tranh Thái Bình Dương.
Mặc dù là một nhân vật bị lãng quên, bà được coi là tiền thân của giáo dục toàn vẹn của phụ nữ, với ý nghĩa thực tế (bao gồm cả sự hình thành lao động) như một hình thức để giải phóng khỏi chế độ phụ hệ. Điều này là đáng chú ý bởi vì, vào thời điểm đó, xã hội Peru vẫn cho rằng giáo dục nữ chỉ nên nhằm mục đích cải thiện vai trò của họ như các bà nội trợ.
Một bộ sưu tập các bài báo của bà, đã được xuất bản ở <i id="mwEA">El Comercio</i>, đã được tổng hợp trong một cuốn sách nhỏ có tựa đề Giáo dục phụ nữ (1898). Nó rất quan trọng về giáo dục của phụ nữ, mà cho đến lúc đó, được dành riêng để chuẩn bị cho việc tiến đến hôn nhân và làm mẹ. Gonzalez đã từ chối loại chương trình giảng dạy này, thúc đẩy nghiên cứu về âm nhạc, viết và toán học như là sự chuẩn bị rộng hơn với một ý nghĩa thực tế. Bà thích đào tạo nghề sẽ cung cấp một nguồn thu nhập, cho phép phụ nữ giải phóng bản thân khỏi sự phụ thuộc vào chồng. Ở cấp độ thấp hơn, bà đề nghị một nền giáo dục kỹ năng sống thực tế hơn để học các hoạt động thương mại. Ở một cấp độ khác, bà đã mô tả một nền giáo dục giác ngộ hơn, trong các ngành khoa học và triết học. Quan điểm của bà được công nhận là tiền thân của các chương trình giáo dục hiện đại dành cho phụ nữ.

## Tác phẩm được chọn
- Ambición y abnegación  (1886)
- Regina (1886)
- Indómita (1904)
- Roque Moreno (1904)
- Lucecitas (1893)

## đọc thêm
- Basadre, Jorge: Historia de la República del Perú. 1822 - 1933, Octava Edición, corregida y aumentada. Tập 9, PGS. 2166. Editada por el Diario "La República" de Lima y la Đại học "Ricardo Palma". Impreso en Santiago de Chile, 1998. (tiếng Tây Ban Nha)
- Clark, Emily Joy: "Kinh doanh mạo hiểm, Vai trò giới và Cải cách ở Regina (1886) của Teresa González de Fanning." Revista de Estudios Hispánicos 49.3 (2015): 433-56.
- Denegri, Francesca: El Abanico y la xì gà. La primera Generación de teeses ilustradas en el Perú. Lima, 1996. (tiếng Tây Ban Nha)
- García y García, Elvira: La tees peruana a través de los siglos (Tomo II). Lima, 1925. (tiếng Tây Ban Nha)
- Tauro del Pino, Alberto: Enciclopedia Ilustrada del Perú. Tercera Edición. Tomo 7. FER-GUZ. Lima, PEISA, 2001. ISBN 9972-40-156-1 Mã số   9972-40-156-1 (tiếng Tây Ban Nha)
- Varios autores: Grandes Forjadores del Perú. Lima, Biên tập viên Lexus, 2000. ISBN 9972-625-50-8 Mã số   9972-625-50-8 (tiếng Tây Ban Nha)

## liên kết ngoài
- Học viện giáo dục Teresa González de Fanning